# Pelea al horror
Pelea al horror es el título del decimosexto álbum de estudio de la banda de rock argentina, Pez, lanzado el 8 de agosto de 2017 bajo el sello independiente Azione Artigianale y producido por la misma agrupación. Fue grabado y mezclado por Walter Chacón en Estudios Panda durante el mes de abril de 2017, excepto por "La Paciencia de la Piedra" grabado por Mauro Taranto durante dos noches en Solo estudios, El Calafate, en 2014; los arreglos del tecladista Juan Ravioli fueron añadidos después durante las sesiones de grabación del álbum.
Con un listado de diez canciones fue editado tanto en formato de CD como en vinilo.
Mientras la banda grababa esta obra se estaba preparando para grabar con Litto Nebbia una contribución por los 50 años de ser publicada la clásica canción, La Balsa, considerada la primera canción de rock argentino.

## El álbum
Se puede suponer que el título del álbum alude a un enfrentamiento contra las crisis a las que se enfrenta el país. Cabe recalcar que está más que confirmada la orientación política Peronista de Ariel Sanzo, Gustavo García y Franco Salvador, por lo que, de una forma no muy indirecta, la letra de la pista homónima podría estar remitiendo al gobierno del presidente Mauricio Macri de la época, aun así, Ariel Sanzo ha negado estas suposiciones comentando que el horror se halla en todos lados, incluso dentro de uno mismo y siempre hay que luchar contra él admitiendo que puede haber muchas interpretaciones.
Este nuevo trabajo, comparado con el anterior, presenta una estética más acercada al hard rock como puede notarse en seis de las diez pistas que son "Intro Horrible", "Carne Roja", "Maestro Linya, "Pelea al Horror", "La Voluntad" y "Parte de la Solución", este último, el primer tema compuesto por el bajista Gustavo Fósforo García en cuatro años (El último fue "El Temible Hongo Fusarium" de Nueva era, viejas mañas). También es notable la influencia pop punk en "Los Días Poderosos" y especialmente en "1986", dos canciones que remiten a la nostalgia de Ariel Sanzo, quien a sus 15 años comenzaba a salir a tocar en bares y a perder interés en la escuela como remite en la letra. 
Algo destacable en el ámbito lírico son las contribuciones del guitarrista con el escritor Fabián Casas con quien ya había contribuido en los álbumes en 2004 con "Folklore" ("La Escuelita del Señor Extraño" y el popurrí "Buda") y en Hoy ("Bettie al Desierto y "Difícil de Conseguir"). En esta ocasión contribuiría en las letras de la ya mencionada nostálgica "Los Días Poderosos" y en "La Balada del Niño Mudo, el Perro Blanco y la Señora Bettie", un tema acústico que funcionaría como secuela de "Bettie al Desierto" que, como se ha mencionado, también está acreditada a este dúo.
Como pista de cierre se halla a "La Paciencia de la Piedra". Como Ariel canta al principio, no es más que una zapada que fue grabada en 2014, es quizás por esto que mantenga el ambiente psicodélico del álbum publicado en dicho año, El manto eléctrico y que al ser improvisada se la haya atribuido a todos los integrantes de la banda; los arreglos del tecladista Juan Ravioli fueron agregados en 2017 y el Autotune en la voz de Ariel fue eliminado como se puede oír comparando el resultado final con el demo subido en la página de YouTube de la banda.
Por esta gran variedad de estilos y géneros musicales, Sanzo, quien claramente siempre ha sido el miembro que más compone, considera al álbum como un repaso de todo lo que ha sido Pez y junto  al resto de la banda, se sintió feliz con el resultado. 
El álbum consistiría en el último en ser publicado antes de las denuncias de abuso sexual expuestas a inicios de 2018 que golpearían fuertemente a la banda cambiando la figura de la misma lo que lo alejaría de muchos de sus seguidores.

## Lista de canciones
Todas las letras y canciones realizadas por Ariel Sanzo excepto donde se indica.

| Lado A |                                                               |                         |                            |          |  |
| N.º    | Título                                                        | Música                  | Escritor(es)               | Duración |  |
| 1.     | «Intro horrible»                                              |                         | Instrumental               | 1:18     |  |
| 2.     | «Carne roja»                                                  |                         |                            | 2:27     |  |
| 3.     | «Los días poderosos»                                          |                         | Ariel Sanzo y Fabián Casas | 4:48     |  |
| 4.     | «1986»                                                        |                         |                            | 3:36     |  |
| 5.     | «Maestro linya»                                               | Sanzo y Franco Salvador |                            | 4:25     |  |
| 6.     | «La balada del niño mudo, el perro blanco y la señora Bettie» |                         | Sanzo y Casas              | 2:20     |  |
| 18:59  |                                                               |                         |                            |          |  |

| Lado B |                             |                                        |              |          |  |
| N.º    | Título                      | Música                                 | Escritor(es) | Duración |  |
| 7.     | «Pelea al horror»           |                                        |              | 4:10     |  |
| 8.     | «La voluntad»               |                                        |              | 3:38     |  |
| 9.     | «Parte de la solución»      | Fósforo García                         |              | 2:24     |  |
| 10.    | «La paciencia de la piedra» | Sanzo, Salvador, García y Juan Ravioli |              | 9:55     |  |
| 19:08  |                             |                                        |              |          |  |

## Personal
- Ariel Minimal: Voz principal y guitarras eléctricas y acústicas.
- Franco Salvador: Batería y coros
- Gustavo "Fósforo" García: Bajo eléctrico
- Juan Ravioli: Teclados, piano eléctrico, sintetizadores y coros